# 우곡면
우곡면(牛谷面)은 대한민국 경상북도 고령군의 남서부에 위치한 면이다.

## 행정 구역
| 법정리 | 한자명 | 행정리           | 비고            |
| ------ | ------ | ---------------- | --------------- |
| 객기리 | 客基里 | 객기리           |                 |
| 답곡리 | 沓谷里 | 답곡1리, 답곡2리 |                 |
| 대곡리 | 大谷里 | 대곡1리, 대곡2리 |                 |
| 도진리 | 桃津里 | 도진리           | 면사무소 소재지 |
| 봉산리 | 鳳山里 | 봉산1리, 봉산2리 |                 |
| 사전리 | 沙田里 | 사전리           |                 |
| 사촌리 | 沙村里 | 사촌리           |                 |
| 속리   | 涑里   | 속리             |                 |
| 야정리 | 野亭里 | 야정1리, 야정2리 |                 |
| 연리   | 蓮里   | 연리             |                 |
| 예곡리 | 禮谷里 | 예곡리           |                 |
| 월오리 | 月塢里 | 월오리           |                 |
| 포리   | 浦里   | 포1리, 포2리     |                 |